# Pedro Roldán

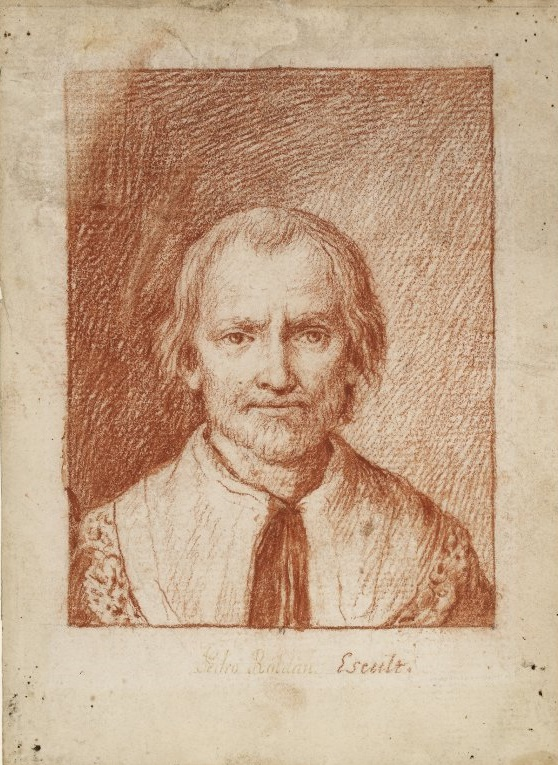
Francisco de Goya – Pedro Roldán (fiktives Porträt)

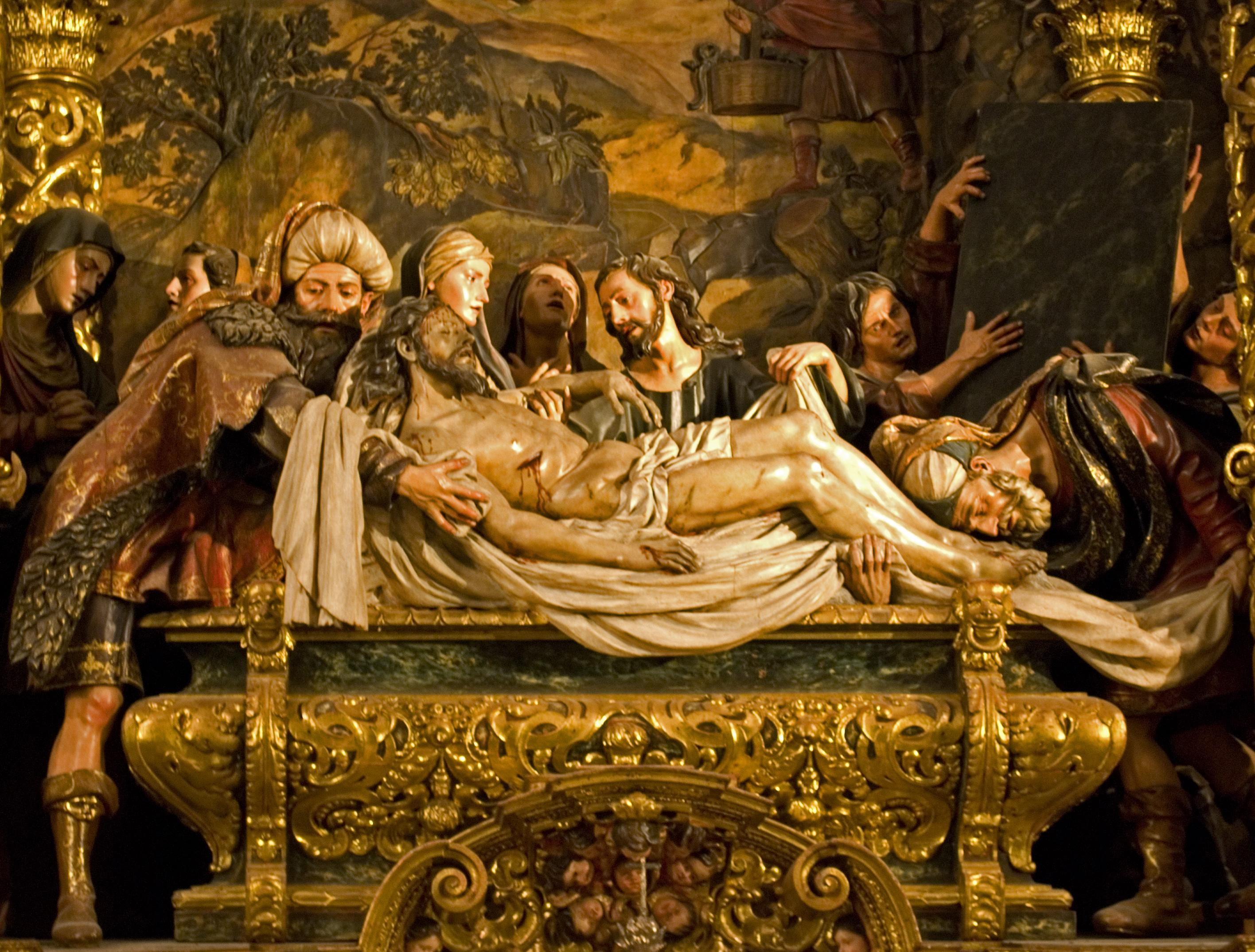
Pedro Roldán – Grablegung Christi im Hospital de la Caridad, Sevilla

Pedro Roldán (* 14. Januar 1624 in Sevilla; † 3. August 1699 ebenda) war ein spanischer Barockbildhauer des 17. Jahrhunderts.

## Leben
Seine Eltern waren der Zimmermann Marcos Roldán und dessen Frau Isabel de Fresneda u Onieva. Zu einem unbekannten Zeitpunkt zog die Familie nach Orce im Königreich Granada um. Im Jahr 1638 begab sich Pedro Roldán nach Granada, um dort in die Werkstatt von Alonso de Mena († 1646) einzutreten. Vier Jahre darauf heiratete er Teresa de Jesús Ortega y Villavicencio, möglicherweise eine Tochter seines Meisters. Da die Bildhauer-Werkstatt nach dem Tod des Meisters von Bernardo de Mora übernommen wurde, entschloss sich Pedro Roldán im Jahr 1647 zur Übersiedlung nach Sevilla, wo auch seine acht Kinder geboren wurden. Dort machte er die Bekanntschaft der Maler Juan de Valdés Leal († 1690) und Bartolomé Esteban Murillo († 1682).
In den Jahren 1675 bis 1684 reiste er wiederholt durch Andalusien und realisierte Werke in Jaén, Córdoba, Jerez de la Frontera, Puerto de Santa María, Villamartín, Cádiz, Medina Sidonia und andernorts. Für seine Familie baute er ein Haus in der Kleinstadt Mairena del Alcor bei Sevilla, wo er im Jahr 1699 starb. Er ist in der Iglesia de San Marcos in Sevilla beigesetzt. Seine Tochter Luisa (1652–1706), genannt „La Roldana“, wurde die erste Hofbildhauerin Spaniens und ist wie ihr Vater für ihre lebensechten farbigen Skulpturen berühmt; ihr wird die Urheberschaft des wichtigsten Gnadenbildes von Sevilla, der Marienstatue „La Macarena“, zugeschrieben.